# Wertheim
Wertheim város Németországban,  Baden-Württemberg tartomány legészakibb városa, közvetlenül Bajorország határán. Lakosainak száma 23 319 fő (2023. december 31.).

## Fekvése
A történelmi Frankföldön fekszik, ott, ahol a Baden-Würtenberg és Bajoroszág határát képező Tauber folyó balról, délkeleti irányból a Spessart és Odenwald középhegységek közül kilépő Majnába torkollik. Wertheim Holzkirchen, Helmstadt, Neubrunn, Werbach, Külsheim, Neunkirchen, Freudenberg, Stadtprozelten, Faulbach, Hasloch, Kreuzwertheim, Triefenstein és Dorfprozelten községekkel határos.

## Városrészei
A következő településeket beolvasztattak városába:
|  | - Bettingen - Dertingen - Dietenhan - Dörlesberg - Höhefeld - Kembach - Lindelbach - Mondfeld - Nassig - Reicholzheim - Sachsenhausen - Sonderriet - Urphar - Waldenhausen |

## Története
Wertheim írott forrásban elsőként 750 és 802 között tűnik fel.
A város volt a Wertheimi majd Löwenstein-Wertheimi grófság központja.
A Rajnai Szövetségről szóló szerződés (n.: Rheinbundakte) alapján 1806-ban a Badeni Nagyhercegséghez csatlakozott.

## Látnivalók

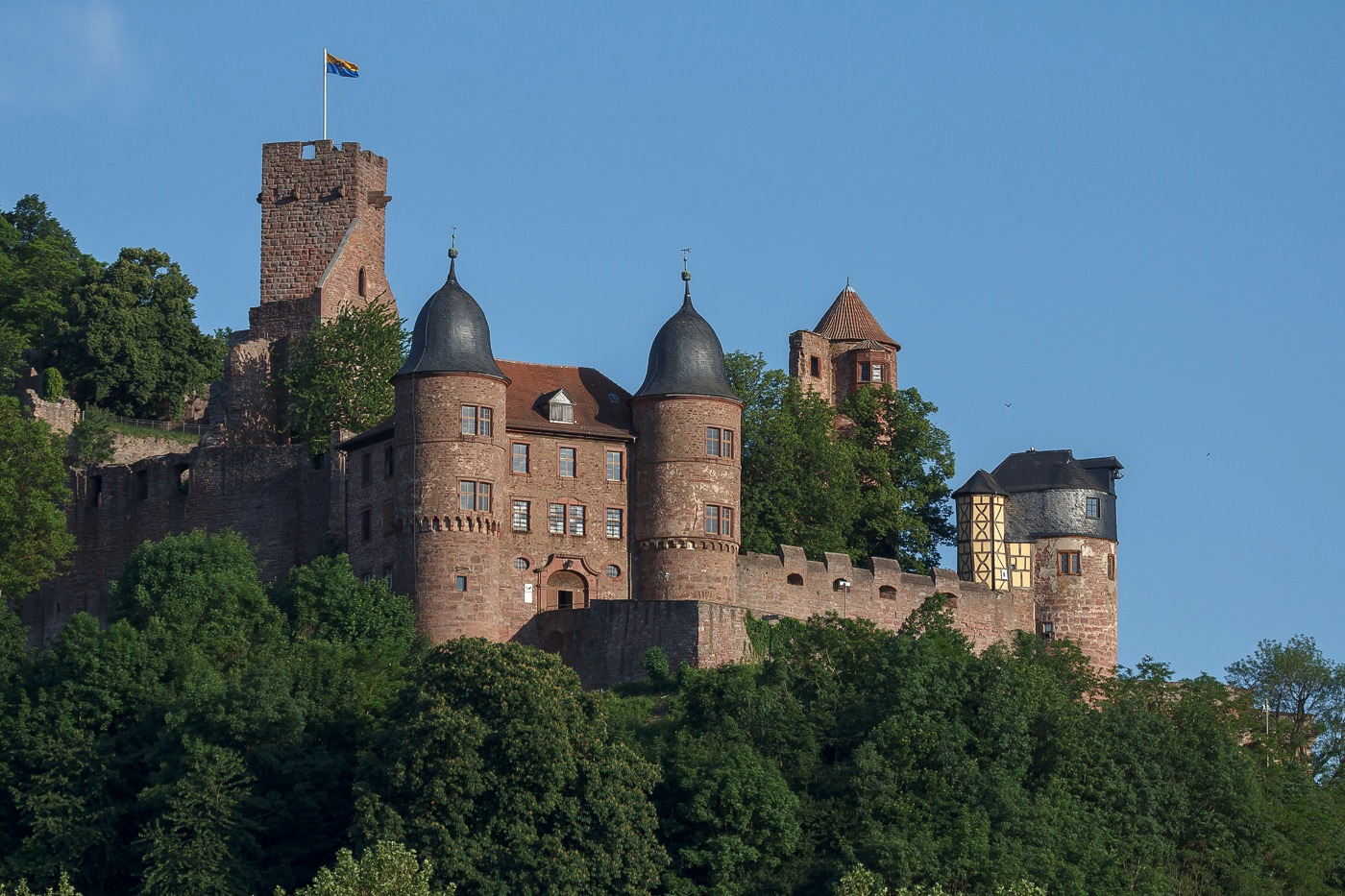
A wertheimi várrom
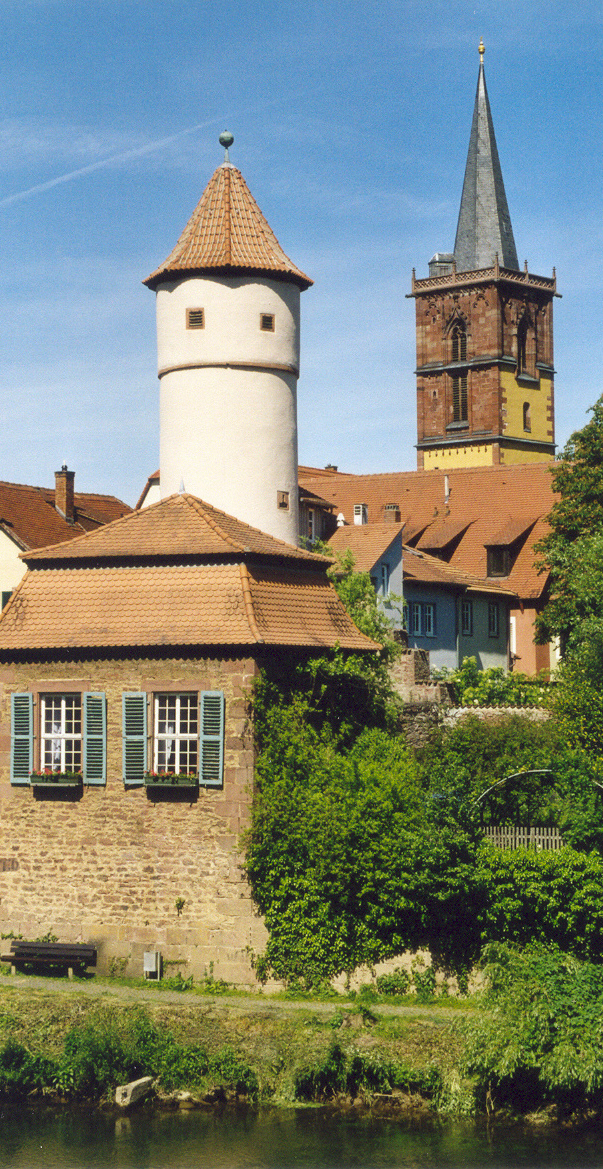
A város
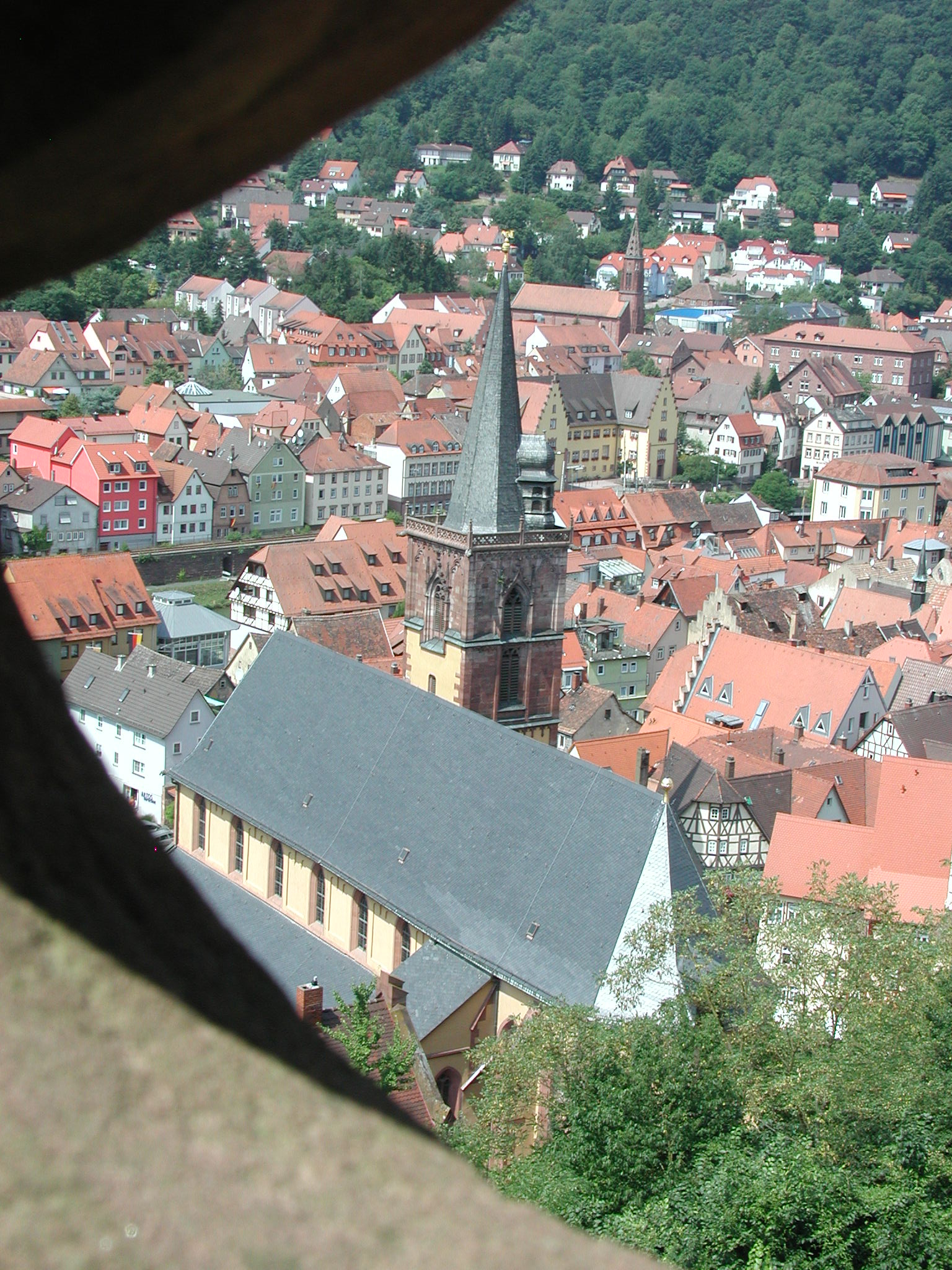
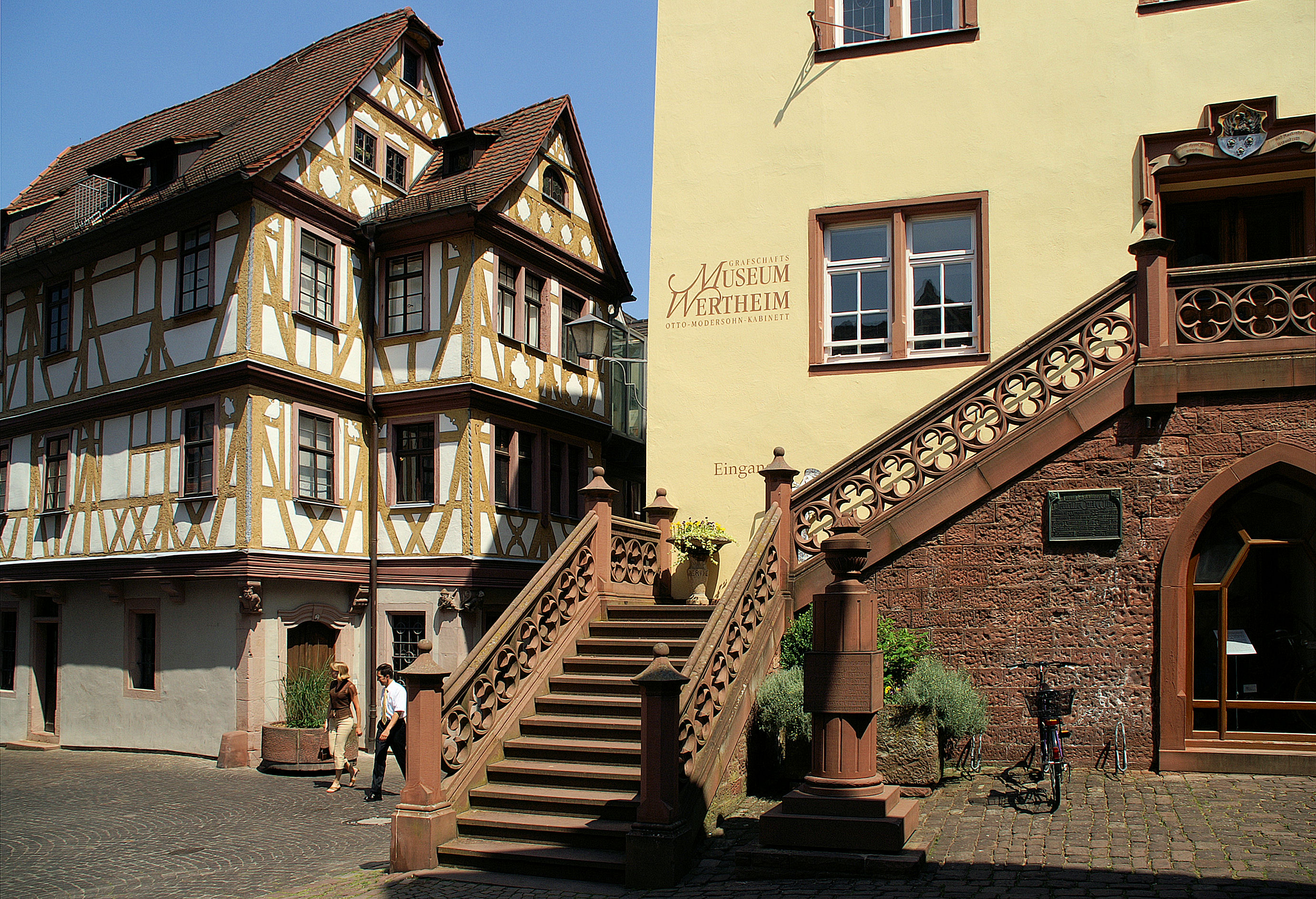
A múzeum
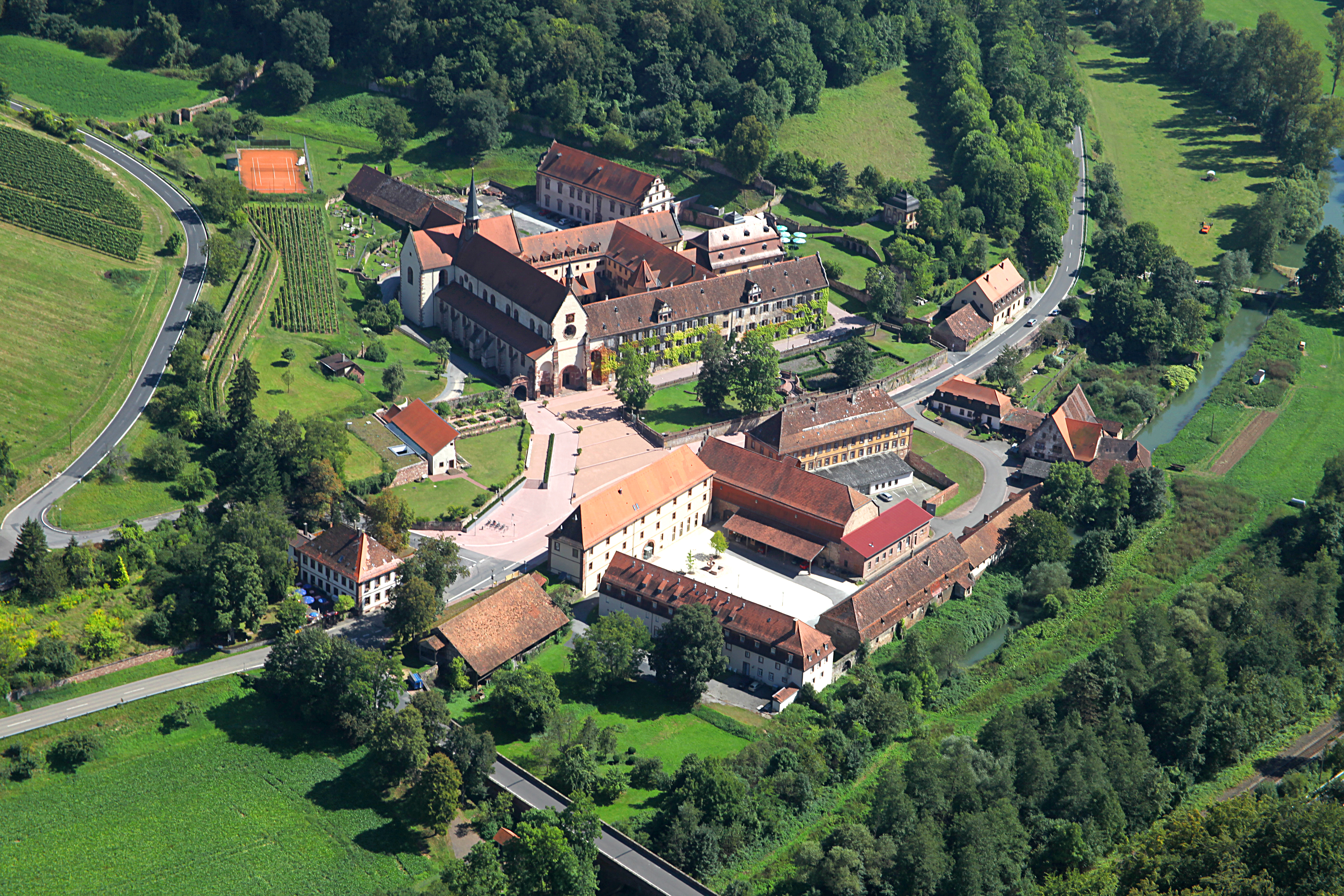
A bronnbachi kolostor

## Népesség
A település népessége az elmúlt években az alábbi módon változott:
| Lakosok száma | 20 542 | 21 144 | 21 371 | 19 881 | 20 457 | 24 003 | 24 560 | 24 008 | 22 461 | 23 319 |
|               | 1961   | 1968   | 1974   | 1981   | 1988   | 1994   | 2001   | 2008   | 2014   | 2023   |